# Miltochrista multistriata
Miltochrista multistriata là một loài bướm đêm thuộc phân họ Arctiinae, họ Erebidae.